# Guerra peruano-equatoriana
A Guerra peruano-equatoriana, também conhecida como a Guerra de 41, foi um dos três conflitos armados travados entre o Peru e o Equador. Começou no dia 5 de julho de 1941 e terminou formalmente em 29 de janeiro de 1942, mediante a assinatura do Protocolo do Rio de Janeiro. 
Durante o confronto, o Peru ocupou a província equatoriana de El Oro e partes da província de Loja, avançando para a área amazônica ocupada pelo Equador nos termos do acordo de statu quo assinado em 1936.

## Ligações Externas
- Text of the Rio Protocol
- Article on Peruvian Paratroopers in 1941 War between Peru and Ecuador with photos - translated from Spanish to English
- Eric J. Lyman War of the Maps, (from Mercator's World)